# Święty Franciszek otrzymujący stygmaty (obraz El Greca z 1570)
Święty Franciszek otrzymujący stygmaty (typ I, Titianesque) – obraz autorstwa hiszpańskiego malarza pochodzenia greckiego Dominikosa Theotokopulosa, znanego jako El Greco. Obraz jest sygnowany wielkimi greckimi literami: DOMÉNIKOS THEOTOKÓPOULOS EPOÍEI.
El Greco wielokrotnie malował portret św. Franciszka. Przedstawiał go w różnych pozach ekstazy, modlitwy czy w chwili otrzymania stygmatów. Po raz pierwszy po temat sięgnął około roku 1570 (według Wetheya ok. 1560), jeszcze podczas swojego pobytu w Wenecji. Stworzył wówczas trzy wersje. Jedna znajduje się w Fundación Lázaro Galdiano w Madrycie, druga w prywatnej kolekcji Zuloaga w Genewie, a trzecia w Museo di Capodimonte w Neapolu i jest to bardzo wierna kopia tej drugiej

## Opis obrazu
Inspiracją do stworzenia takiej kompozycji było dzieło nauczyciela El Greca, Tycjana. Spokojna postać Franciszka ukazana została w centralnej części obrazu, na tle wzgórza Mount Alvernia. Na jego twarzy zwróconej ku niebu widać wyraz ekstazy. Na jego głowę spływają złote promienie boskiego światła. Dopełnieniem mistycznej sceny są rozwarte ramiona ukazujące stygmaty na dłoniach. Z prawej strony leży brat Rufus, a za nim rozciąga się rozmyty krajobraz. Drzewo z lewej strony bardzo podobne jest do tego z Tryptyku modeńskiego. Kolorystyka obrazu nawiązuje do dzieł Tintoretta, które El Greco przez trzy lata pobytu w Wenecji studiował. Również szybkie, zwięzłe pociągnięcia pędzla są typowe dla szkoły weneckiej. Tradycyjny dla tego okresu jest rozmiar pracy.

## Proweniencja
Pierwotnie obraz znajdował się prawdopodobnie w kolekcji Pedro Salazar de Mendoza w Toledo, później został odnotowany w kolekcji Nardiz w Bilbao. W 1908 roku znajdował się w kolekcji Ignacio de Zuloaga w Genewie.

## Inne wersje
- Święty Franciszek otrzymujący stygmaty – ok. 1560, 29 × 20, tempera na desce, Museo di Capodimonte, Neapol;

Według Wethey’a wersja pochodząca z Madrytu jest słabą kopią obrazu z kolekcji neapolitańskiej.
- Święty Franciszek otrzymujący stygmaty – 25 × 18, Fundación Lázaro Galdiano w Madrycie